# Amphicteis
Amphicteis is een geslacht van borstelwormen uit de familie van de Ampharetidae.

## Soorten
- Amphicteis alaskensis Moore, 1905
- Amphicteis antarctica Hessle, 1917
- Amphicteis atlantica McIntosh, 1885
- Amphicteis bifolium Kucheruk, 1976
- Amphicteis chilensis Hartmann-Schröder, 1965
- Amphicteis dalmatica Hutchings & Rainer, 1979
- Amphicteis fiegei Reuscher, 2017
- Amphicteis glabra Moore, 1905
- Amphicteis gunneri (M. Sars, 1835)
- Amphicteis hwanghaiensis Wang, Sui, Li, Hutchings & Nogueira, 2020[2]
- Amphicteis japonica McIntosh, 1885
- Amphicteis malayensis Caullery, 1944
- Amphicteis mederi Annenkova, 1929
- Amphicteis midas (Gosse, 1855)
- Amphicteis mucronata Moore, 1923
- Amphicteis nasuta Ehlers, 1887
- Amphicteis nikiti Jirkov, 2018
- Amphicteis ninonae Jirkov, 1985
- Amphicteis obscurior Chamberlin, 1919
- Amphicteis orphnius Chamberlin, 1919
- Amphicteis pennata Jeldes & Lefevre, 1959
- Amphicteis philippinarum Grube, 1878
- Amphicteis posterobranchiata Fauvel, 1932
- Amphicteis quadridentata Caullery, 1944
- Amphicteis sarsi McIntosh, 1885
- Amphicteis scaphobranchiata Moore, 1906
- Amphicteis sibogae Caullery, 1944
- Amphicteis spinosa Reuscher, Fiege & Imajima, 2015
- Amphicteis sundevalli Malmgren, 1866
- Amphicteis taurus Reuscher, Fiege & Imajima, 2015
- Amphicteis teresae Schiaparelli & Jirkov, 2016
- Amphicteis theeli Caullery, 1944
- Amphicteis trichophora Hartman, 1965
- Amphicteis uncopalea Chamberlin, 1919
- Amphicteis wesenbergae Parapar, Helgason, Jirkov & Moreira, 2011

### Taxon inquirendum
- Amphicteis wyvillei McIntosh, 1885

### Synoniemen
- Amphicteis acutifrons Grube, 1860 => Ampharete acutifrons (Grube, 1860)
- Amphicteis antiqua Ostroumoff, 1896 => Hypania antiqua (Ostroumoff, 1896)
- Amphicteis brevispinis Grube, 1860 => Hypania brevispinis (Grube, 1860)
- Amphicteis brivispinis [original author misspelling] => Hypania brevispinis (Grube, 1860)
- Amphicteis curvipalea Claparède, 1870 => Amphicteis gunneri (M. Sars, 1835)
- Amphicteis finmarchica Sars, 1865 => Ampharete finmarchica (M. Sars, 1865)
- Amphicteis floridus Hartman, 1951 => Hobsonia florida (Hartman, 1951)
- Amphicteis foliata Haswell, 1883 => Phyllamphicteis foliata (Haswell, 1883)
- Amphicteis fragilis Wollebaek, 1912 => Lysippe fragilis (Wollebaek, 1912)
- Amphicteis groenlandica Grube, 1860 => Amphicteis gunneri (M. Sars, 1835)
- Amphicteis intermedia Marion, 1875 => Ampharete intermedia Marion, 1876 => Ampharete grubei Malmgren, 1865 => Ampharete acutifrons (Grube, 1860)
- Amphicteis invalida Grube, 1860 => Hypania invalida (Grube, 1860)
- Amphicteis kowalewskii Grimm, 1877 => Hypaniola kowalewskii (Grimm, 1877)
- Amphicteis procera Ehlers, 1887 => Sosane procera (Ehlers, 1887)
- Amphicteis sargassoensis Hartman & Fauchald, 1971 => Jugamphicteis sargassoensis (Hartman & Fauchald, 1971)
- Amphicteis vega Wirén, 1883 => Ampharete vega (Wirén, 1883)
- Amphicteis vestis Hartman, 1965 => Tanseimaruana vestis (Hartman, 1965)
- Amphicteis weberi Caullery, 1944 => Paramphicteis weberi (Caullery, 1944)